# 로켓 발사대

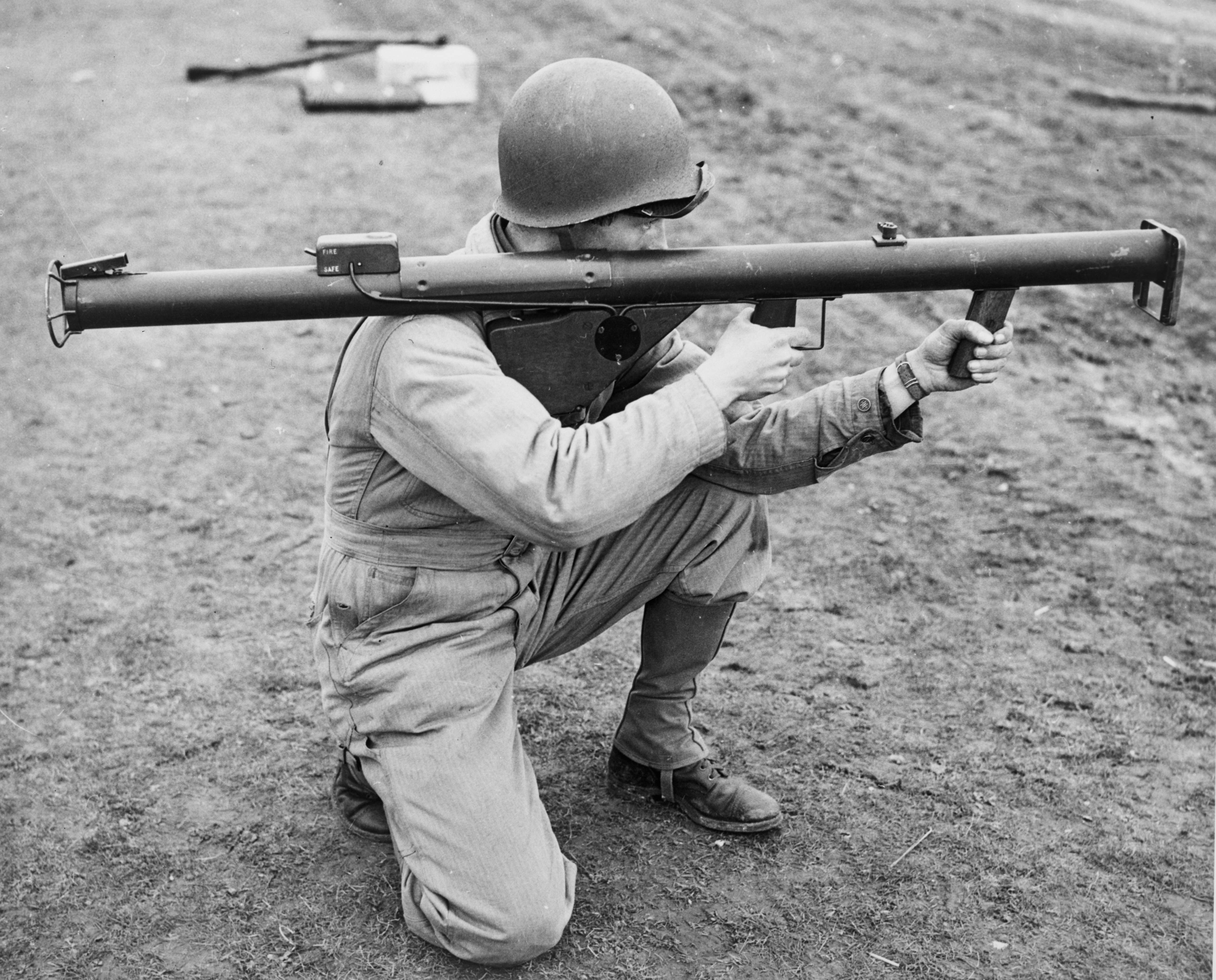
제2차 세계대전 중 M1 바주카포를 겨냥하는 미군 병사

로켓 발사대, 로켓 발사기 또는 로켓 런처(rocket launcher)는 비유도 로켓 추진 발사체를 발사하는 무기이다.

## 역사
중국 제국에 기록된 최초의 로켓 발사기는 화살촉 몇 인치 뒤에 있는 샤프트에 로켓 모터를 부착하여 수정한 화살로 구성되었다. 로켓은 모터에 있는 흑색 화약의 연소로 추진되었다. 이것들은 초기 불화살과 혼동되어서는 안 된다. 이 화살은 화살이 목표물에 명중한 후에만 점화되는 소이탄으로 작은 흑색 화약 튜브를 운반하는 전통적인 화살이었다. 로켓 발사기는 나무, 바구니, 대나무 튜브로 제작되었다.

## 같이 보기
- 발사대